# مارستون مرتين (بيدفوردشير)
مارستون مرتين (بالإنجليزية: Marston Moretaine)‏ هي قرية و أبرشية مدنية تقع في المملكة المتحدة في إنجلترا. يقدر عدد سكانها بـ 4,560 نسمة .